# Zoran Jovanović (Grafiker)
Zoran Jovanović (serbisch-kyrillisch Зоран Јовановић, als Künstlername auch Zoran Jovanović Dobrotin, * 2. April 1942 in Dobrotin bei Lipljan, SFR Jugoslawien; † 3. April 2016 in Belgrad) war Grafiker und ordentlicher Professor an der Kunstfakultät des serbischen Teils der Universität Pristina.

## Leben
Zoran Jovanović studierte an der Kunstakademie Belgrad. Seine Grafiken wurden in zahlreichen Ausstellungen gezeigt. Seit 1979 lehrte er an der Kunstakademie Priština, die 1986 als Kunstfakultät in die Universität Pristina eingegliedert wurde (aufgrund der Teilung der Universität seit 2001 in Zvečan), danach als ordentlicher Professor für Grafik und Buchgestaltung.